# SX/EW

SX / EW — підприємство з Тонопа, штат Невада.

Схема SX / EW-установки по вилуговуванню міді.

SX/EW — технологія «екстракція розчинником / електроліз» (SX / EW) — двоступінчастий процес, який включає спочатку екстрагування йонів міді з руди або низькосортної сировини шляхом вилуговування, а потім виділення чистої міді на катодах з використанням електролізу.
Застосовується для видобутку і збагачення міді та ін. рудних корисних копалин, зокрема при підземному вилуговуванні. По суті належить до суміщених технологій типу «видобування-збагачення» корисних копалин.

## Приклади застосування
У Чилі активно зростає виробництво екстракційної міді (технологія SX/EW) — більш ніж 20 % на рік. У різних регіонах країни працює понад 20 установок SX-EW. Найбільші з них (в дужках річна потужність, тис. т): Ель-Абра (225), Чукікамата (190), Радоміро-Томік (150). На рудниках Салдівар, Ескондіда і Серро-Колорадо потужності установок становить 100 і більше тис. тонн.
У світі частка SX/EW міді весь час зростає і сьогодні сягає понад 13 %.